# Charles Vuagniaux

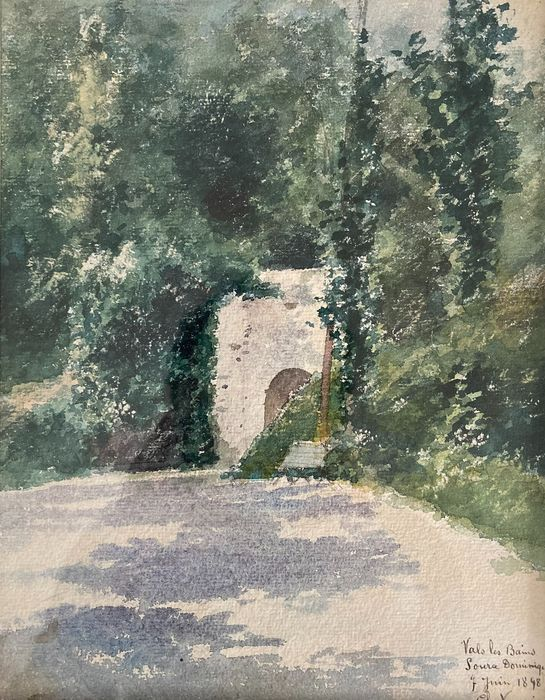
Charles Vuagniaux: "À la Source" (1898)

Charles-Daniel Vuagniaux (* 22. April 1857 in Prilly; † 10. Januar 1911 in Toulon) war ein Schweizer Bühnen- und Landschaftsmaler sowie Aquarellist.

## Leben
Charles Vuagniaux wurde in der nordwestlich von Lausanne gelegenen Schweizer Gemeinde Prilly geboren. Seine künstlerische Ausbildung erhielt er beim Maler und Zeichenlehrer François Bocion in Lausanne sowie später beim Maler, Lithografen und Aquarellisten Jules Hébert in Genf. Zwischen 1887 und 1900 lassen sich mehrere seiner Werke bei Ausstellungen in Genf nachweisen. Ab 1907 bis zu seinem überraschenden Tod im Alter von 53 Jahren war er im französischen Toulon an der Côte d’Azur ansässig und am dortigen Grand Théâtre als Bühnendekorationsmaler tätig.

## Werke (Auswahl)
- Sommerliche Waldlandschaft (1887), Öl auf Leinwand
- Sous-Bois ensoleillé (1893), Aquarell
- À la source (1898), Aquarell
- Paris, Rue Rivoli, Aquarell
- Clair de lune à Lausanne, Aquarell
- Paysage du sud, Öl auf Leinwand
- Ansicht des Genfer Sees mit Schloss Chillon, Öl auf Leinwand